# Roa (Norvegia)
Roa è un villaggio della Norvegia, situato nella municipalità di Lunner, nella contea di Akershus.